# Czesław T. Kowalski
Czesław Tadeusz Kowalski (ur. 1947) – polski inżynier elektryk. Absolwent z 1971 Politechniki Wrocławskiej. Od 2015 profesor na Wydziale Elektrycznym Politechniki Wrocławskiej i dziekan tego wydziału (1990-1993).